# Klingendahl
Klingendahl est un bâtiment du quartier de Kaakinmaa à Tampere en Finlande.

## Présentation
Klingendahl est un ancien immeuble de l'industrie textile converti en immeuble résidentiel et de bureaux. 
Dans la cour du bâtiment Klingendahl se trouve une cheminée de 81 mètres de haut dont la construction s'est achevée en 1951.

## Histoire
Klingendahl est un ancien bâtiment industriel, où la société Klingendahl Oy, fondée par Fabian Klingendahl dans les années 1950, fabriquait et tissait du fil.
La production annuelle de l'usine au début des années 1950 était de près d'un million de kilogrammes de fil et plus de 600 000 mètres de tissu. 
L'usine emploie mille ouvriers. 
Au début des années 1950, de fortes augmentations des prix des matières premières ont commencé à poser des problèmes. Les ventes de produits ont été réduites par la baisse des prix de la laine.
Les importations ont entraîné une forte augmentation des stocks de fils et de tissus dans le commerce de gros et de détail.
À la fin de la décennie, les difficultés de Klingendahl ont commencé comme pour le reste de l'industrie. 
En 1957, la surcapacité de l'industrie lainière, compte tenu des importations, était déjà de 25%. 
Sous l'influence de Suomen Yhdyspankki, Villayhtymä Oy a été fondée en 1959, dans laquelle quatre usines de laine ont fusionné, dont Klingendahl et Hämeenlinna Verkatehdas.